# Pouilly-fuissé
Pour les articles homonymes, voir Pouilly.
Le pouilly-fuissé ne doit pas être confondu avec le pouilly-fumé, le pouilly-loché, ou le pouilly-vinzelles.
Le pouilly-fuissé est un vin blanc d'appellation d'origine contrôlée produit sur les communes de Chaintré, Fuissé, Solutré-Pouilly et Vergisson en Saône-et-Loire, à une dizaine de kilomètres à l'ouest de Mâcon.
Le pouilly-fuissé est l'appellation la plus ancienne, la plus réputée et chère du vignoble du Mâconnais ; en part de sa production, elle est la plus exportée du vignoble de Bourgogne.

## Historique

### Notoriété ancienne
En 1816, André Jullien décrit le vignoble du Mâconnais comme produisant surtout du vin rouge à partir de gamay, mais met les vins blancs de Pouilly sur la commune de Solutrée (le village de Pouilly est rattaché à la paroisse de Solutré en 1613), ainsi que ceux de « Fuissey », comme les seuls méritant la première classe de sa hiérarchie, supérieurs aux autres blancs du reste de Solutrée, et à ceux de Chaintré, de Davayé et de Vergisson (en deuxième classe) ; « Vinzelles, Loché, Saint-Martin, Charnay, les Certaux, Saint-Vérand, Pierreclod, Bussière et quelques autres vignobles de l'arrondissement de Mâcon, donnent des vins blancs de bon goût, et d'autres plus communs, qui sont ordinairement mêlés avec les vins rouges trop colorés et trop durs, pour leur donner plus de légèreté et d'agrément ».
Dans son Étude des vignobles de France publiée en 1868, Jules Guyot fait des vignes de Pouilly le modèle pour la taille à queue locale : « C'est à Pouilly, l'honneur des vins blancs du Mâconnais, que j'ai vu les plus grandes et les plus belles cultures de vignes tout en chardenets ou pineaux blancs ; et c'est là que j'ai le mieux étudié le type de leur culture ». Avec la replantation du vignoble après la crise du phylloxéra, le vignoble de l'actuelle aire d'appellation est désormais intégralement planté en chardonnay.

### Création de l'appellation
Le nom de pouilly se vendant bien comme vin, les producteurs locaux cherchèrent à en interdire l'usage par ceux des autres communes. La loi de 1919 sur les appellations d'origine (AO) autorise de poursuivre un présumé usurpateur d'appellation devant le tribunal de grande instance (du lieu d'origine du produit), mais aussi que « sur la base d'usages locaux, loyaux et constants, le juge pourra délimiter l'aire géographique de production et déterminer les qualités ou caractères du produit ». Cette phase judiciaire voit s'affronter les producteurs et négociants des différentes communes pour avoir le droit de vendre le vin sous le nom de pouilly, d'où le jugement du tribunal civil de Mâcon en date du 17 décembre 1922 qui restreint l'usage de l'appellation, puis celui du 1er décembre 1931 qui délimite un périmètre plus précis.
Les vignerons autour de Solutré-Pouilly participent au développement du mouvement coopératif : la cave de Chaintré et celle de Prissé sont fondées en 1928, celles de Charnay-lès-Mâcon et de Vinzelles en 1929. Le 13 janvier 1929 est fondée l'« Union des producteurs des grands vins blancs de Pouilly-Fuissé », couvrant cinq villages (Pouilly et Solutré indiquées séparément), qui conduit le dossier de reconnaissance auprès de l'Institut national des appellations d'origine, aboutissant au décret du 11 septembre 1936 reconnaissant l'appellation d'origine contrôlée (AOC) « Pouilly-Fuissé » (cette forme composée pour éviter la confusion avec le pouilly-fumé, qui est un vin de Loire). Depuis lors, l'aire de production initialement délimitée en appellation contrôlée n'a jamais été étendue.

### Évolutions
Après la Seconde Guerre mondiale, des négociants commencent à vendre le pouilly-fuissé auprès d'importateurs aux États-Unis et au Royaume-Uni ; la vente à l'export représente depuis la décennie 1980 la majorité de la production (jusqu'aux trois-quarts). Depuis 1994, les hospices de Beaune sont propriétaires de trois parcelles totalisant quatre hectares dans l'appellation pouilly-fuissé : c'est le seul cru (la « cuvée Françoise Poisard », du nom de la donatrice : à Chaintré sur les Plessys, les Robées et les Chevrières) non produit en Côte-d'Or qui soit mis aux enchères chaque année lors de la vente des hospices, qui a lieu le troisième dimanche de novembre.
La demande de reconnaissance des premiers crus a été faite auprès de l'INAO en mars 2010 (dépôt du dossier par l'ODG). Le cahier des charges de l'appellation a été modifié en octobre 2009 (reconnaissance en AOP), en décembre 2011 (augmentation du rendement maximum, passant de 50 à 60 hl/ha) et en novembre 2020 (reconnaissance des premiers crus).

## Vignoble
Le pouilly-fuissé est produit au sud du vignoble de Bourgogne, en Saône-et-Loire sur les quatre communes de Chaintré, Fuissé, Solutré-Pouilly et Vergisson. L'aire d'appellation est voisine de celles du pouilly-loché (Loché est à l'est de Fuissé), du pouilly-vinzelles (Vinzelles est au nord de Chaintré) et du saint-véran (Davayé et Prissé sont au nord de Solutré ; Chasselas, Leynes, Saint-Vérand et Chânes sont au sud).
Selon le service des Douanes, la superficie revendiquée en 2023 sous l'appellation est de 759 hectares, dont 159 ha en premier cru. En 2008, cette aire de production était de 757,20 ha.

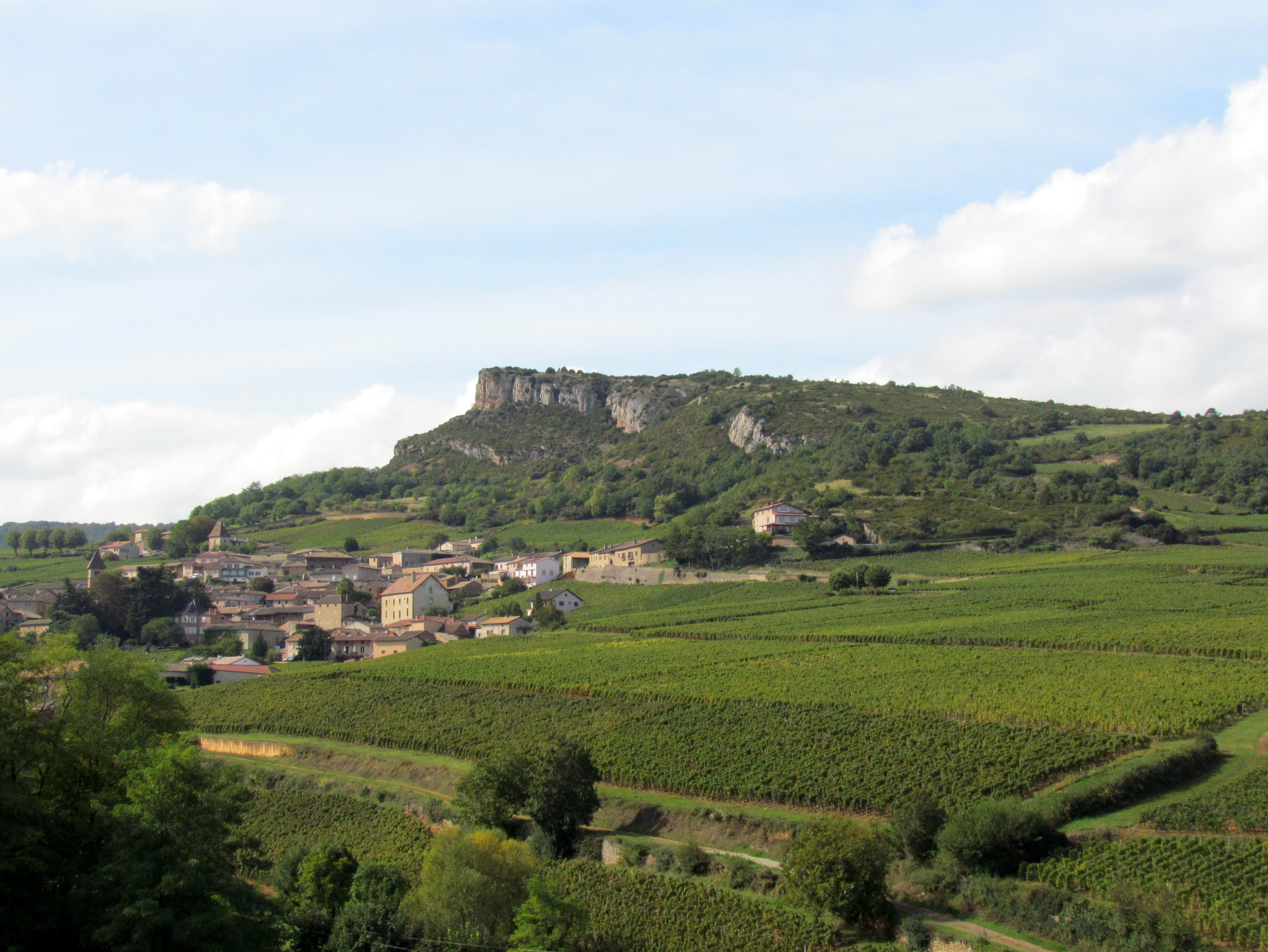
La roche de Vergisson, le village éponyme et son vignoble (en septembre).
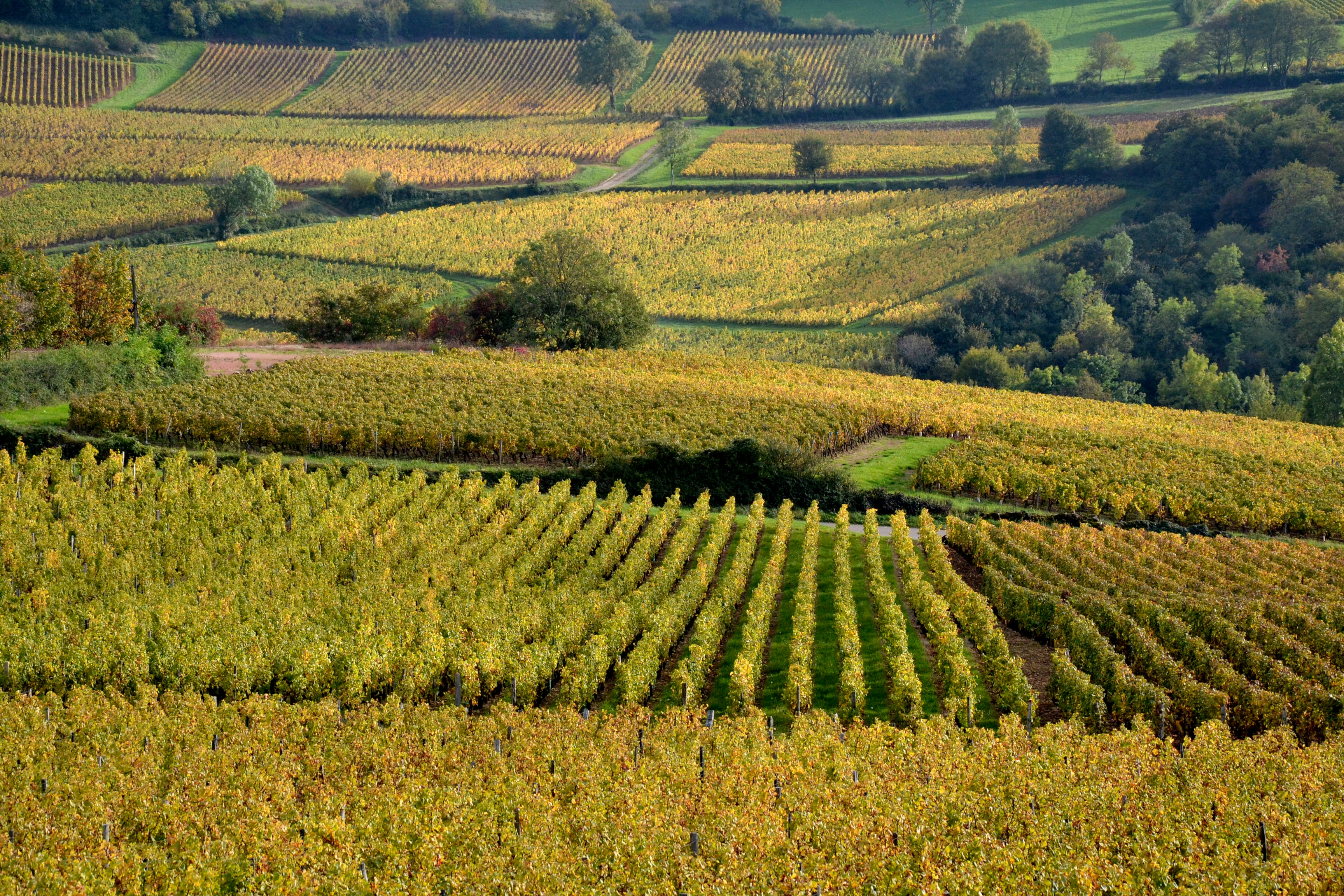
Vignes à Solutré-Pouilly (en octobre).
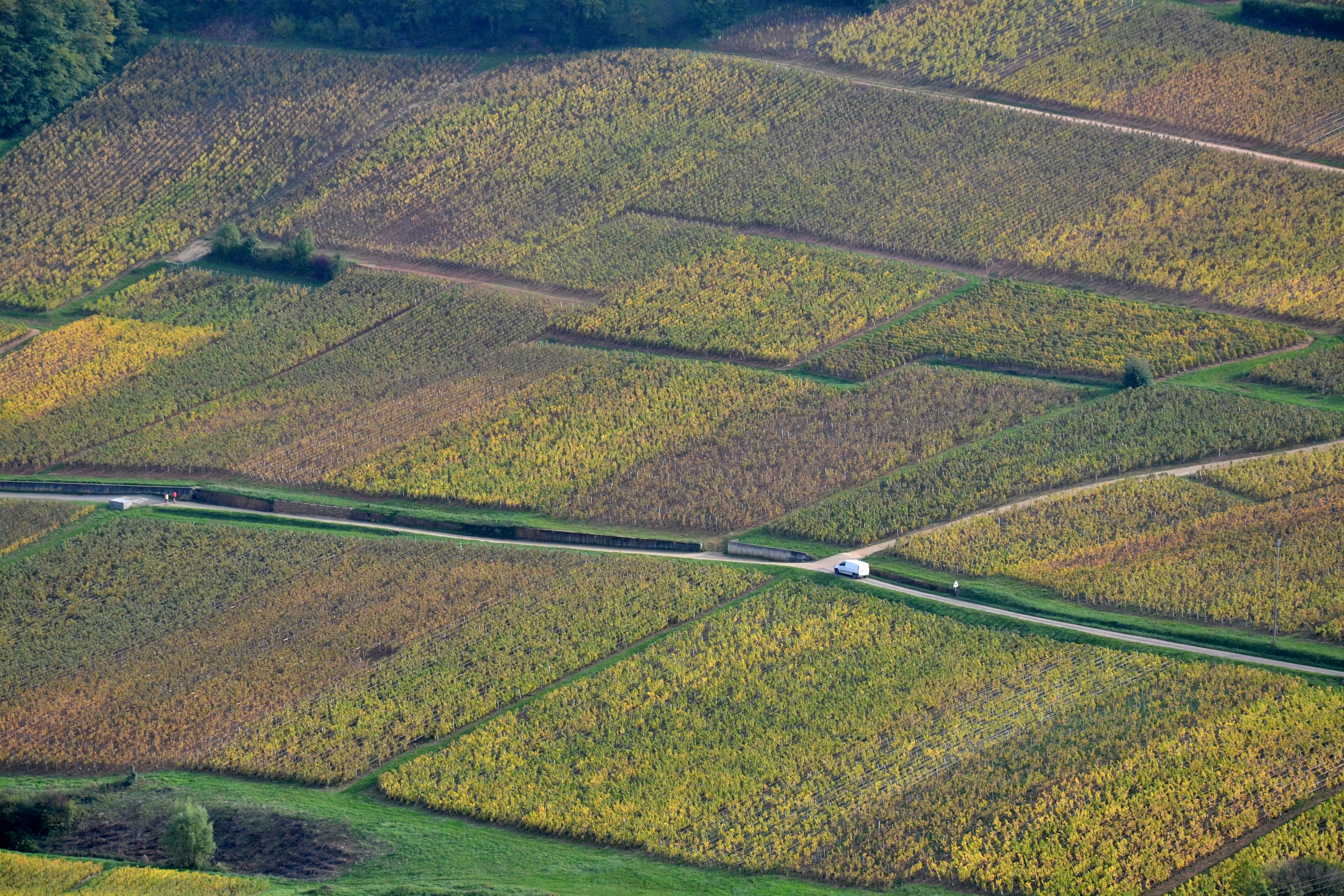
Vignes à Solutré-Pouilly.

### Premiers crus
Depuis 2020, 22 des climats (une dénomination bourguignonne du lieu-dit) de l'appellation bénéficient désormais de la mention « premier cru », à la suite d'une demande faite auprès de l'INAO. Ce sont, du nord-ouest au sud-est :
- commune de Vergisson :
  - Les Crays ;
  - La Maréchaude ;
  - Sur la Roche ;
  - En France ;
- village de Solutré :
  - Au Vignerais ;
  - En Servy ;
  - La Frérie ;
  - Le Clos de Solutré ;
- village de Pouilly :
  - Aux Bouthières ;
  - Aux Chailloux ;
  - Pouilly ;
  - Vers Cras (partie nord) ;
- commune de Fuissé :
  - Vers Cras (partie sud) ;
  - Les Reisses ;
  - Les Ménétrières ;
  - Les Brûlés ;
  - Le Clos ;
  - Les Vignes Blanches ;
  - Les Perrières ;
- commune de Chaintré :
  - Le Clos de Monsieur Noly ;
  - Aux Quarts ;
  - Le Clos Reyssier ;
  - Les Chevrières[4].

### Géologie et orographie
Les terrains sur lesquels sont produits le pouilly-fuissé sont variés. Au nord-ouest (Vergisson, Solutré, Pouilly et Chaintré en partie) ils sont majoritairement argilo-calcaires datant du Jurassique (vieux de 150 à 180 millions d'années), tandis que le sud-est (Fuissé en partie et un peu de Chaintré) sont sur des sols cristallins, schisteux et gréseux. L'altitude varie de 225 à plus de 400 mètres ; les vignes de Vergisson sont les plus hautes.
Si la cuesta (roche de Vergisson, roche de Solutré et mont de Pouilly) est constituée de calcaire à entroques datant du Bajocien, ses flancs orientaux (« Sur la Roche » à Vergisson ; Au Vignerais, En Servy & La Frérie à Solutré), couverts de vignes, sont sur des calcaires et des marnes jaunâtres du Bathonien inférieur. Les pentes sous la roche de Vergisson (La Côte, Les Croux & Les Crays) sont sur des marnes très calcaires de l'Aalénien inférieur.
« Aux Chailloux » doit son nom aux chailles qu'on y trouve dans les marnes du Callovien ; Pouilly est sur des marnes à Pholadomyes (des fossiles marins) du Bathonien supérieur. Le climat des Vignes Blanches (à l'ouest de Fuissé) est sur des éboulis et du calcaire grisâtre du Bathonien moyen. Le climat Vers Cras (partagé entre Pouilly et Fuissé) est sur du calcaire du Rauracien inférieur (calcaire de Lévigny) et un conglomérat calcaire (dit de Saint-Pierre-de-Lanques). les climats au nord de Chaintré (Aux Quarts, Le Clos Reyssier, Les Chevrières) sont sur des sols argileux qui s'épaississent en allant vers l'est.
Tout autres sont le sud et l'est de Fuissé, sur des sols acides issus d'un sous-sol de tufs et de rhyolites (une série volcano-sédimentaire), voisinant un sous-sol du Trias gréseux, quelques schistes et granites.

### Climatologie
Le climat du Mâconnais est tempéré de type océanique, avec de légères tendances continentale (un peu plus sec, avec des hivers un peu plus froids) et sub-méditerranéenne (bon ensoleillement et été plus chaud). En raison de l'actuel changement climatique, les vendanges sont souvent plus précoces de quelques jours (le débourrement, la floraison et la véraison de la vigne se faisant plus tôt).
Pour la station météorologique de Charnay-lès-Mâcon (à 219 mètres d'altitude, en bordure de l'aérodrome : 46° 17′ 40″ N, 4° 47′ 40″ E), les valeurs climatiques sont :
| Mois                              | jan. | fév. | mars  | avril | mai   | juin  | jui.  | août  | sep.  | oct.  | nov. | déc. | année   |
| --------------------------------- | ---- | ---- | ----- | ----- | ----- | ----- | ----- | ----- | ----- | ----- | ---- | ---- | ------- |
| Température minimale moyenne (°C) | 0,7  | 1    | 3,8   | 6,5   | 10,5  | 14,1  | 15,9  | 15,4  | 11,7  | 8,6   | 4,2  | 1,5  | 7,8     |
| Température moyenne (°C)          | 3,5  | 4,6  | 8,5   | 11,7  | 15,7  | 19,5  | 21,5  | 21,1  | 17    | 12,7  | 7,4  | 4,1  | 12,3    |
| Température maximale moyenne (°C) | 6,3  | 8,3  | 13,2  | 16,8  | 20,8  | 24,8  | 27,1  | 26,9  | 22,3  | 16,9  | 10,5 | 6,7  | 16,7    |
| Ensoleillement (h)                | 61,6 | 96   | 163,7 | 191,7 | 216,5 | 249,1 | 274,9 | 251,1 | 194,8 | 120,3 | 71,3 | 52,1 | 1 943,1 |
| Précipitations (mm)               | 58,1 | 48,9 | 49,1  | 65,5  | 75,7  | 69,8  | 72,2  | 72,6  | 71,1  | 91,1  | 92,8 | 66,7 | 833,7   |

| Diagramme climatique                                  |          |             |             |              |              |              |              |              |             |             |            |
| J                                                     | F        | M           | A           | M            | J            | J            | A            | S            | O           | N           | D          |
| 6,30,758,1                                            | 8,3148,9 | 13,23,849,1 | 16,86,565,5 | 20,810,575,7 | 24,814,169,8 | 27,115,972,2 | 26,915,472,6 | 22,311,771,1 | 16,98,691,1 | 10,54,292,8 | 6,71,566,7 |
| Moyennes : • Temp. maxi et mini °C • Précipitation mm |          |             |             |              |              |              |              |              |             |             |            |

### Encépagement
Le chardonnay B est le seul cépage autorisé pour produire cette AOC.
Ses grappes sont relativement petites, cylindriques, moins denses que celles du pinot noir N, constituées de grains irréguliers, assez petits, de couleur jaune doré. De maturation de première époque comme le pinot noir N, il s'accommode mieux d'une humidité de fin de saison avec une meilleure résistance à la pourriture s'il n'est pas en situation de forte vigueur. Il est sensible à l'oïdium et à la flavescence dorée. Il débourre un peu avant le pinot noir N, ce qui le rend également sensible aux gelées printanières. Les teneurs en sucre des baies peuvent atteindre des niveaux élevés tout en conservant une acidité importante, ce qui permet d'obtenir des vins particulièrement bien équilibrés, puissants et amples, avec beaucoup de gras et de volume.

### Méthodes culturales

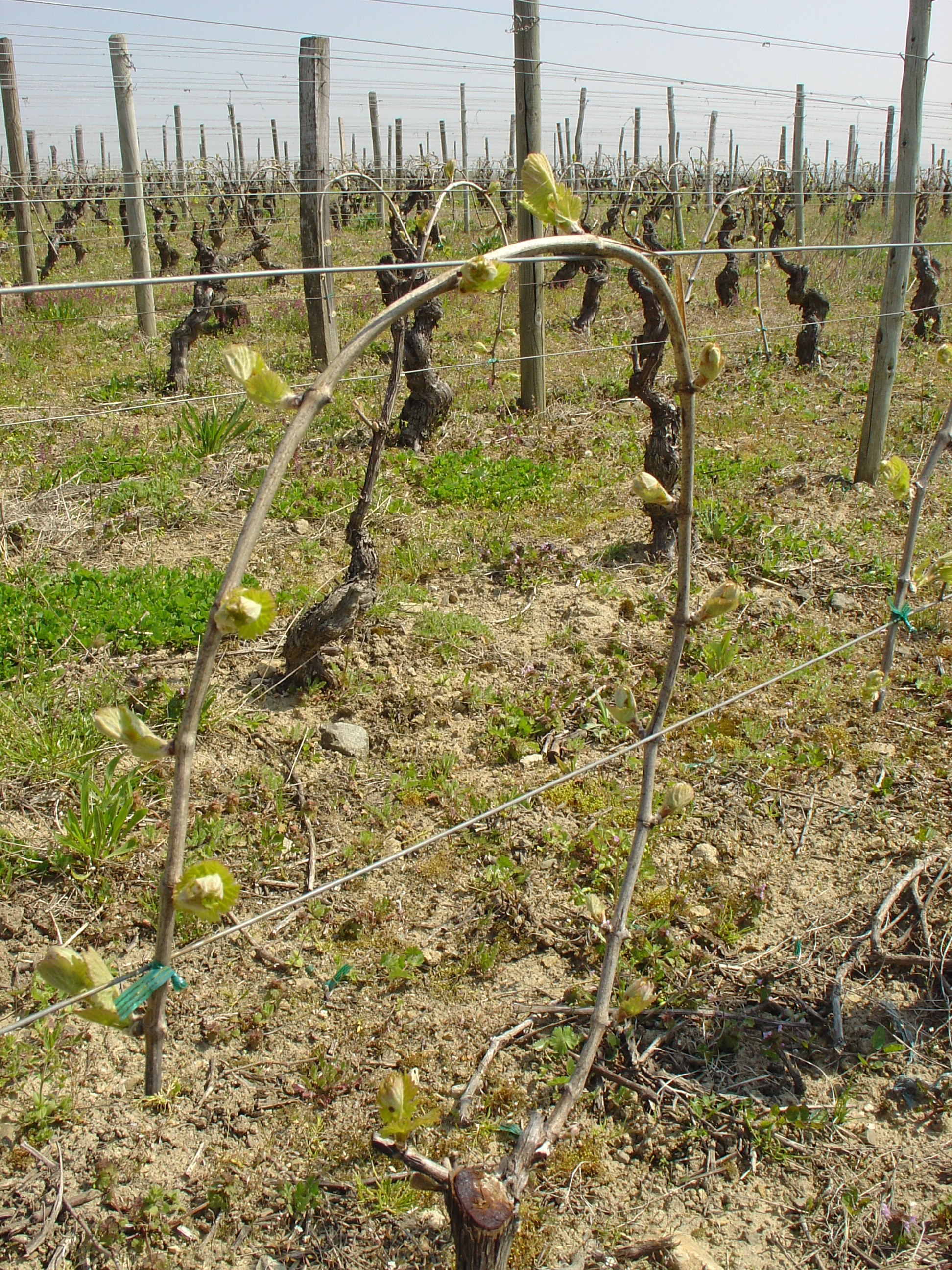
Taille à queue du Mâconnais.

Le travail manuel commence par la taille, dite « taille à queue du Mâconnais » caractéristique du Mâconnais : c'est une dérivation de la taille en guyot. Cette taille en « arcure » permet de lutter contre le phénomène d'acrotonie, typique du cépage chardonnay, elle permet aussi de préserver la vigne contre le gel de printemps. Les tailles en « cordon de Royat » et « guyot simple » sont autorisées. Le tirage des sarments suit la taille. Les sarments sont enlevés et peuvent être brûlés ou mis au milieu du rang pour être broyés. On passe ensuite aux réparations. Puis vient le pliage des baguettes. Éventuellement, après le pliage des baguettes, une plantation de nouvelles greffes est réalisée. L'ébourgeonnage peut débuter dès que la vigne a commencé à pousser. Cette méthode permet, en partie, de réguler les rendements. Le relevage est pratiqué lorsque la vigne commence à avoir bien poussé. En général, deux à trois relevages sont pratiqués. La vendange en vert est pratiquée de plus en plus dans cette appellation. Cette opération est faite dans le but de réguler les rendements et surtout d'augmenter la qualité des raisins restants. Pour finir, avec le travail manuel à la vigne, se réalise l'étape importante des vendanges.
L'enjambeur est d'une aide précieuse. Les différents travaux mécaniques se composent du broyage des sarments, réalisé lorsque les sarments sont tirés et mis au milieu du rang. De trou fait à la tarière, là où les pieds de vignes sont manquants, en vue de planter des greffes au printemps. De labourage ou griffage, réalisé dans le but d'aérer les sols et de supprimer des mauvaises herbes. De désherbage fait chimiquement pour tuer les mauvaises herbes. De plusieurs traitements des vignes, réalisés dans le but de les protéger contre certaines maladies cryptogamiques (mildiou, oïdium, pourriture grise, etc.) et certains insectes (eudémis et cochylis). De plusieurs rognages consistant à reciper ou couper les branches de vignes (rameaux) qui dépassent du système de palissage. Des vendanges mécaniques se réalisant avec une machine à vendanger ou une tête de récolte montée sur un enjambeur.
Pour les parcelles classées comme premier cru, le désherbage chimique est interdit (« à l'exception des produits de biocontrôle »). En cas d'arrachage d'une de ces parcelles, une jachère d'au moins trois ans est obligatoire avant replantation.

## Vins
La production déclarée en 2023 a été d'un total de 45 755 hectolitres (un hectolitre = 100 litres = 133 bouteilles de 75 cl), dont 8 866 hl classé comme premier cru. En moyenne de 2004 à 2008, le volume était de 42 929 hl.

### Rendements
Les rendements sont limités par le cahier des charges de l'appellation à un maximum de 60 hectolitres par hectare, descendant à 56 hl/ha pour les premiers crus. Chaque année, ce rendement maximum peut être modifié à la hausse ou à la baisse par un arrêté du ministère de l'Agriculture, dans la limite des rendements butoirs de l'appellation, fixés respectivement à 70 et 62 hl/ha.
Les données de production des années récentes, telles que publiées par les Douanes, sont :
| Année | pouilly-fuissé  | pouilly-fuissé  | pouilly-fuissé    | pouilly-fuissé 1er cru | pouilly-fuissé 1er cru | pouilly-fuissé 1er cru |
| Année | superficie (ha) | production (hl) | rendement (hl/ha) | superficie (ha)        | production (hl)        | rendement (hl/ha)      |
| ----- | --------------- | --------------- | ----------------- | ---------------------- | ---------------------- | ---------------------- |
| 2020  | 620             | 36 015          | 58                | 130                    | 6 965                  | 53                     |
| 2021  | 610             | 20 693          | 34                | 146                    | 4 393                  | 30                     |
| 2022  | 602             | 31 762          | 53                | 155                    | 7 685                  | 49                     |
| 2023  | 600             | 36 889          | 61                | 158                    | 8 866                  | 56                     |
| 2024  | 602             | 29 161          | 48                | 157                    | 7 089                  | 45                     |

Comme ailleurs, une partie de la production des communes (soit sur des parcelles exclues de l'aire d'appellation du pouilly-fuissé, soit ne répondant pas au cahier des charges et donc repliée, c'est-à-dire déclassée sous un autre nom) est vendue sous une des appellations régionales de Bourgogne : bourgogne, coteaux-bourguignons, bourgogne aligoté, bourgogne-passe-tout-grains, bourgogne-mousseux, crémant de Bourgogne et mâcon (cette dernière peut être complétée par une dénomination géographique : « mâcon Chaintré », « mâcon Fuissé », « mâcon Solutré-Pouilly » et « mâcon Vergisson »).

### Vinification et élevage

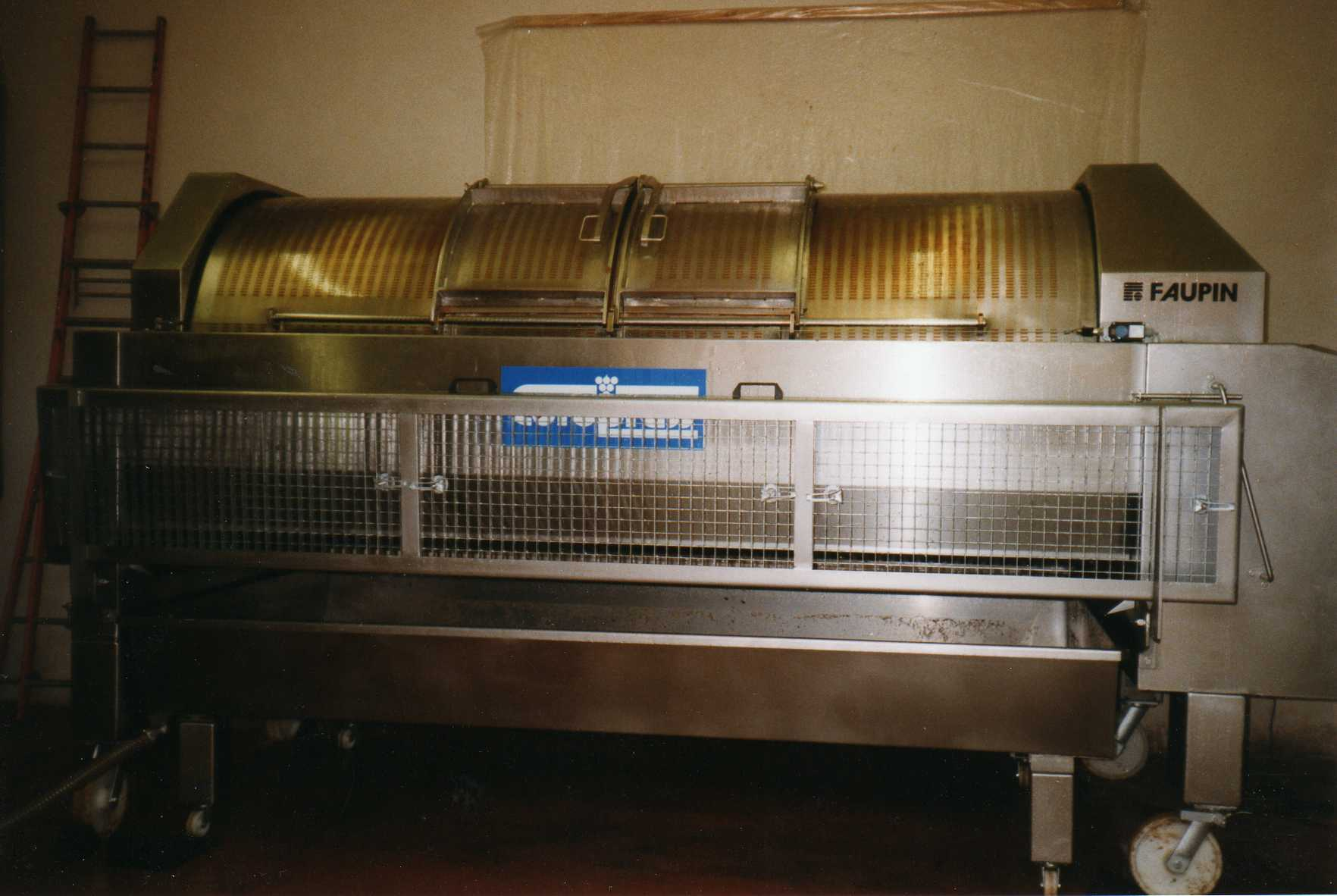
Pressoir pneumatique servant au pressurage.

Il existe des petites différences de méthode entre les différents viticulteurs, négociants et caves coopératives. La récolte est manuelle ou mécanique et peut être triée. Les raisins sont ensuite transférés dans un pressoir pour le pressurage. Une fois le moût en cuve, le débourbage est pratiqué généralement après un enzymage. À ce stade, une stabulation préfermentaire à froid (environ 10 à 12 °C pendant plusieurs jours) peut être recherchée pour favoriser l'extraction des arômes. Mais le plus souvent, après 12 à 48 heures, le jus clair est soutiré et mis à fermenter. La fermentation alcoolique se déroule avec un suivi tout particulier pour les températures qui doivent rester à peu près stables (18 à 24 °C). La chaptalisation est aussi pratiquée pour augmenter le titre alcoométrique volumique si nécessaire. La fermentation malolactique est réalisée en fûts ou en cuves. Les vins sont élevés « sur lies », en fûts, dans lesquels le vinificateur réalise régulièrement un « bâtonnage », c'est-à-dire une remise en suspension des lies. Cette opération dure pendant plusieurs mois au cours de l'élevage des blancs. À la fin, la filtration du vin est pratiquée pour rendre les vins plus limpides. La mise en bouteille clôture l'opération.

### Gastronomie
Une robe dorée pâle brillante caractérise ce bourgogne blanc, généralement surnommé le « roi du Mâconnais ». Produits sur des sols sédimentaires riches en fossiles (ammonites, bélemnites, calcaires à gryphées ou à entroques), les pouilly-fuissés ont la réputation d'avoir un nez évoquant un éventail d'arômes délicats : fleur d'acacia, pierre à feu, amandes grillées, noisette, parfois le miel. La bouche peut être opulente.
Ce vin, à servir à 10 °C, fait corps avec la gastronomie du terroir de production, des cuisses de grenouille de la Dombes aux volailles de Bresse en passant par les poissons de Saône, les quenelles en sauce, les gougères et les fromages de chèvre du Mâconnais. On peut aussi l'allier à une langouste en Bellevue, un saumon à l'oseille, un grenadin de veau à la crème et aux champignons, ou un ris de veau à la financière.
Par rapport aux autres vins du Mâconnais, le pouilly-fuissé est un vin de garde, qui gagnera à vieillir de cinq à quinze ans en fonction de la qualité du producteur et du millésime.

### Hiérarchie des prix
Le prix de vente des vignes dans l'aire d'appellation pouilly-fuissé est officiellement en 2023 de 260 000 € l'hectare en moyenne (variant entre 200 000 et 320 000 €). C'est bien plus que pour les AOC voisines saint-véran (à une moyenne de 140 000 €), viré-clessé (130 000 €), pouilly-loché/pouilly-vinzelles (110 000 €) et mâcon blanc (70 000 euros), mais fort loin des prix pour les vins blancs de la côte de Beaune (variant de 380 000 à 1,8 million, leurs premiers crus grimpant jusqu'à 5,5 millions l'ha).
Pour une comparaison entre les appellations, on peut aussi prendre les prix pratiqués en vrac officiellement pour le calcul des fermages en 2023, qui fournissent une hiérarchie :
- 312,97 €/hl pour du bourgogne aligoté ;
- 402,62 €/hl pour du bourgogne blanc (produit en Saône-et-Loire) ;
- 413,35 €/hl pour du mâcon blanc ;
- 584,53 €/hl pour du viré-clessé ;
- 665,41 €/hl pour du saint-véran ;
- 716,36 €/hl pour du pouilly-loché ;
- 728,13 €/hl pour du pouilly-vinzelles ;
- 961,21 €/hl pour du pouilly-fuissé.

Les prix dans le commerce sont évidemment bien plus élevés, variant considérablement en fonction du nom du producteur.